# Hitch-22
Hitch-22: Memorias. son las memorias escritas por el autor y periodista Christopher Hitchens.
Fue publicado en la primavera de 2010 y lo nominaron para el Premio del Círculo de Críticos Nacional del Libro. La gira mundial prevista para el libro fue interrumpida el mismo mes de lanzamiento durante el tramo americano, de modo que Hitchens pudiera comenzar su tratamiento para el cáncer de esófago que recién le había sido diagnosticado. A través de la editorial del libro y en la revista para la que fue editor y colaborador habitual, Vanity Fair, Hitchens anunció: "me arrepiento de haber tenido que cancelar tantos compromisos en tan poco tiempo."
El título, aunque parezca extraño es, una alusión a la doble vida que Hitchens llevó desde Oxford: por un lado, un agitador comprometido contra la opresión, por el otro, un dedicado vividor. El título también reconoce su cambio político, su paradoja central. El descubrimiento tardío de su condición de judío le hizo mirar de nuevo a su vida; y señala que su abuelo pensó que había algo "axiomáticamente subversivo en el judaísmo".

## Descripción
Hitchens utiliza sus memorias para discutir varios incidentes que fueron recogidos más tarde por los colaboradores y los medios de comunicación como notables por su naturaleza reveladora: Contemporáneo en la Universidad de Oxford del entonces estudiante Bill Clinton, sabía que más tarde confesión de Clinton de que 'yo no aspiro' en lo que se refiere a la marihuana se basó en la alergia de Clinton a fumar; pero Hitchens también afirma que el consumo de Clinton fue a través de 'galletas y brownies'; que durante la escritura de la novela de Martin Amis, dinero, Hitchens y Amis visitaron un burdel de Nueva York para que Amis podría investigar la experiencia; que durante un encuentro en una fiesta con el líder británico de entonces de la oposición, Margaret Thatcher, ella golpeo a Hitchens directamente en las nalgas y lo llamó un "muchacho travieso" ; y que durante su tiempo en la universidad de Oxford él habían tenido relaciones sexuales con dos hombres que más tarde pasaron a ser ministros en el gobierno de Thatcher.

## Nuevo Prefacio
La edición rústica publicada nuevamente en 2011 tiene un nuevo prefacio por Hitchens en lo que menciona su cáncer. “Yo sufro de un cáncer de mi esófago que ahora está en la cuarta etapa. No existe una quinta.” Y "Espero que no parezca presuntuoso suponer que cualquiera que haya llegado tan lejos como para adquirir esta edición de bolsillo de mis memorias sabrá que fue escrita por alguien que, sin apreciarlo en ese momento, se había vuelto serio y quizás mortalmente enfermo... Cuando se publicó el libro, acababa de cumplir sesenta y un años. Escribo esto en un momento en que, según mis médicos, no puedo estar seguro de celebrar otro cumpleaños".

## Recepción crítica
Por la espalda del libro están comentarios complementarios del crítico Dwight Garner en los que se ponen el estilo y capacidad de argumentar de Hitchens.